# Kareedouw
Kareedouw è un centro abitato del Sudafrica, situato nella provincia del Capo Orientale.